# 大島僚太
大島僚太（1993年1月23日—），日本足球運動員，現時效力日職球隊川崎前鋒，日本國家足球隊成員。

## 俱樂部生涯
在幼年时代，大岛僚太的父母曾建议他打棒球，不过其本人还是坚持足球，且在小学四年级时加入清水心跳青年队。中学时期在静冈学园度过，由于高三那年受过大伤，因此当年其并未有太好发挥。2010年在日本的高中全国大赛中，由于出色的发挥而得到川崎前锋球探的青睐，得到了一纸合同。
2011赛季，在5月7日对神户胜利船的日职联赛中，在下半场第28分钟替补登里享平上场，上演了自己的日职联赛处子秀，在7月23日对新潟天鹅的比赛中，首次进入首发阵容，不过球队以0:1告负。
2012年5月3日，打入了自己在川崎前锋的处子球，从2016赛季开始，穿上球队核心的10号球衣。2017赛季，作为主力球员帮助球队历史性夺得日职联赛冠军，也是川崎队史首冠。

## 國家隊生涯
在2016年初的U23亚锦赛，他就凭借一记远射成功击败沙特阿拉伯U23球队。
大岛僚太在麒麟杯就被提拔到日本国家足球队，但两场比赛未取得上场机会。9月1日，2018年世界杯亚洲区预选赛（12强赛）首战日本主场对阵阿联酋，大岛僚太迎来国家队首秀。
大岛僚太在2017年东亚盃中入选了国家队，但是在与中国的比赛中拉伤大腿，不得不被井手口阳介替换下场。
大岛僚太是日本国家足球队的2018年世界杯的成员。
2017年年底的2017年东亚杯，大岛僚太首次以主力身份代表日本国家队踢国际比赛。

## 榮譽

### 球會
- 日職冠軍：2017年、2018年、2020年、2021年（川崎前鋒）
- 日本聯賽盃冠軍：2019年（川崎前鋒）
- 日本超級盃冠軍：2019年（川崎前鋒）

### 國家隊
日本U-23
- 亚足联U-23亚洲杯：2016

### 個人
- J联赛最佳十一人: 2018

## 外部連結
- 大島僚太 – FIFA國際賽競賽紀錄 (存檔) （英文）
- 川崎フロンターレによる公式プロフィール